# Adrian Cashmore
Adrian Richard Cashmore (* 23. Juli 1973 in Tokoroa, Neuseeland) ist ein ehemaliger neuseeländischer Rugby-Union-Spieler auf der Position des Schlussmannes. Eine seiner Stärken waren die Straftritte und Erhöhungen auf die gegnerischen Malstangen.
Er ging auf das Tauranga Boys College zur Schule. 1992 wurde er mit 19 Jahren in die Auswahlmannschaft der Bay of Plenty RU berufen. Nach drei Spielzeiten wechselte er 1995 zur Auckland RFU. Mit Auckland gewann er 1995, 1996 und 1999 die National Provincial Championship (NPC) sowie 1995 und 1996 den Ranfurly Shield. Nachdem Rugby Union Ende 1995 offiziell professionell wurde, spielte Cashmore ebenfalls für das Franchise Blues in der neugegründeten Super 12. Mit den Blues konnte er 1996 und 1997 den Titel gewinnen.
Cashmore lief während seiner Karriere auch in zwei Länderspielen für die neuseeländische Nationalmannschaft (All Blacks) auf. Er spielte 1996 auf der Novembertour der All Blacks gegen die schottische Nationalmannschaft und 1997 in den Tri Nations gegen die australische Nationalmannschaft (Wallabies). Beide Male wurde er jeweils eingewechselt. Des Weiteren lief er ebenfalls mehrmals für die Auswahlmannschaft der New Zealand Māori auf.
Ende 2000 wechselte er aus finanziellen Gründen nach Japan zu Toyota Verblitz. 2004 kehrte er nach Neuseeland zurück und spielte wieder für Bay of Plenty in der NPC sowie für die Chiefs in der Super 12. Mit ihm spielte Bay of Plenty die bis dahin beste Saison seit bestehen des Verbandes, da sie den Ranfurly Shield gegen Auckland errangen und das Halbfinale der NPC erreichten. Im Jahr 2005 lief er für die Provinz bei ihrer 20:34-Niederlage gegen die in Neuseeland tourenden British and Irish Lions auf.
Ende 2005 wechselte er nach Europa zu den walisischen Ospreys in die Celtic League. Dort musste er jedoch schon nach wenigen Spielen im Mai 2006 aufgrund einer Nackenverletzung seinen Rücktritt vom aktiven Rugbysport verkünden.
Nach seinem Ausscheiden aus dem Spielbetrieb kehrte er mit seiner Familie nach Neuseeland zurück.